# Dinó-rejtek
A Dinó-rejtek Csobánkán, a Duna–Ipoly Nemzeti Park területén található egyik barlang. Érdekessége, hogy felső szakasza hárshegyi homokkő és alatta lévő karsztos kőzet határán alakult ki. A barlang nagy része 2015 óta tárult fel, az új részt felfedező kutatók a barlangot Kiss Péter-barlangnak nevezik, Kiss Péter magyar hegymászó emlékére.

## Leírás
A Csobánkai-nyeregből az Országos Kéktúra kék sáv jelzéséből kiágazó kék Ω, azaz kék barlang jelzésű turistaútján közelíthető meg. A Ziribár-hegy délkeleti tövében, Csobánka központjától nyugatra, körülbelül másfél kilométerre található. A Macska-barlang közelében, attól körülbelül 70–75 méterre nyílik. A Tavasz-kunyhótól körülbelül 15 méterre, egy homokkőfal (középkori vagy még régebbi kőfejtő) tövében van a bontással átalakított bejárata. A helyét barlangjellel jelölik a turistatérképek.
Oligocén, hárshegyi homokkő és dachsteini mészkő határán alakult ki a bejárat és a barlang felső kuszodája. A járatok zöme azonban már az alatt, a karsztosodó kőzetben található. Különlegessége a homokkő fedőréteg miatti szokatlan képződmények, pl. szőnyegszerű baritkristály-bevonatok, a Mindenszentek-teremben a faltól független, átvilágítható gipszkéreg, de a hévizes barlangokban egyébként megszokott borsókő minden változata ugyancsak megtalálható.
A barlang jelenleg 843 méter hosszú és 115 m mély. Mélypontja 30 méterrel mélyebben van, mint a Macska-barlang mélypontja.
A barlang – akárcsak a Macska-barlang – alsó bejáratként huzatol, télen befelé, nyáron kifelé. A nyáron kilépő huzat meleg idő esetén a denevérnyílásnál vagy akár a bejárat előtti bevágásban is jól érezhető. A huzat széndioxidtartalma magas, 1% feletti, ami arra enged következteteni, hogy a barlang (akárcsak a Macska) egy jelentősebb, még nagyrészt ismeretlen barlangrendszerhez tartozik.
Denevérek is előfordulnak benne, de jelentéktelen számban. A kis patkósdenevér, a nagyfülű denevér és a nyugati piszedenevér jelenlétét állapították meg a barlangban. A barlang nem látogatható, le van zárva.
1972-ben volt először Dinó-rejteknek nevezve a barlang az irodalmában. Ezt a nevet a barlangbejáratot felfedező csapat adta neki a csapat egyik tagjának Dinó beceneve miatt. Előfordul a barlang az irodalmában Borz-alom barlang (Holl 1988) (van egy hasonló nevű barlang, a Borzalom-barlang), Dino-rejtek (Baja 1998), Dinó-rejtek barlang (Csernavölgyi 1972), Dínórejtek (Csanádi 1998) és Kiss Péter-barlang (Takácsné 2017) neveken is.

## Kutatástörténet
1971-ben a VMTE Tektonik Barlangkutató Csoport kutatta a barlangot. Az 1971. évi csoportjelentésben az olvasható, hogy a Macska-barlangtól néhány méterre lévő, névtelen kis barlangban is kutattak és 8–12 m-t jutottak előre benne. Tervezték, hogy még abban az évben elkészítik a barlang térképét. Az 1972. évi csoportjelentésben az van írva, hogy a hosszú-hegyi munkaterületükön, a Macska-barlang közelében feltártak egy kb. 40 m hosszú barlangot, amelynek a Dinó-rejtek barlang nevet adták. Az 1972. évi Karszt- és Barlangkutatási Tájékoztatóban napvilágot látott a feltárás híre, de a kiadványban az lett publikálva, hogy a barlang a Dinó-rejtek nevet kapta.
Az 1974-ben megjelent, Pilis útikalauz című könyvben, a Pilis hegység és a Visegrádi-hegység barlangjainak jegyzékében (19–20. old.) meg van említve, hogy a Pilis hegység és a Visegrádi-hegység barlangjai között van a Dinó-rejtek. A Pilis hegység barlangjait leíró rész szerint 1972-ben tárták fel a Vörös Meteor Tektonik Barlangkutató Csoport tagjai a Macska-barlang közelében lévő Dinó-rejteket, amelynek hossza kb. 40 m. A Bertalan Károly által írt és 1976-ban befejezett kéziratban az olvasható, hogy a Dinó-rejtek a Pilis hegységben, a Pilis-vonulatban, Csobánkán helyezkedik el. A Macska-barlang és a Tavasz kunyhó közelében van bejárata. A barlang 40 m hosszú és bivakolásra alkalmas. A kézirat barlangról szóló része 1 irodalmi mű alapján lett írva.

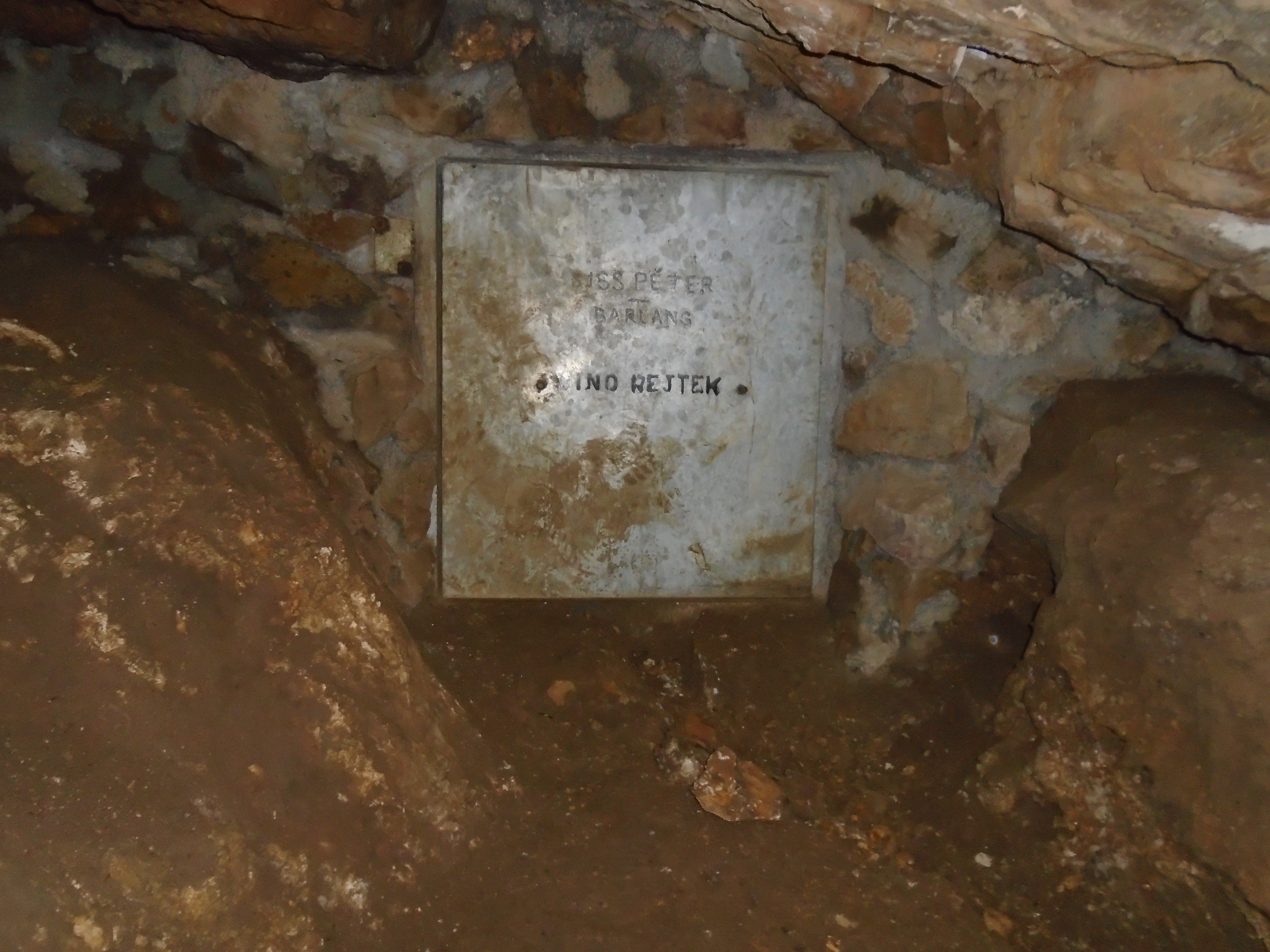
A Dinó-rejtek elején elhelyezett ajtó

Az 1984-ben megjelent, Magyarország barlangjai című könyv országos barlanglistájában szerepel a Pilis hegység barlangjai között a barlang Dinó-rejtek néven. A listához kapcsolódóan látható a Dunazug-hegység barlangjainak földrajzi elhelyezkedését bemutató 1:500 000-es méretarányú térképen a barlang földrajzi elhelyezkedése. A Karszt Barlangkutató Csoport 1985-ös jelentésében arról lehet olvasni, hogy a szakemberek megítélése szerint nagyon valószínű, hogy közvetlen kapcsolatban áll a Macska-barlanggal. Bizonyított geológiai összefüggés azonban nincs a két barlang között. A Macska-barlangtól 70 m-re található és kb. 8 m-rel magasabban van a Dinó-rejtek bejárata a Macska-barlang szintjétől. Majdnem végig kuszoda jellegű a Dinó-rejtek. A csoport a barlang bejárásakor azt állapította meg, hogy az egy régi kaverna, amely a leszakadt kőtömbökkel nagyon feltöltődött.
A barlang alja a törmelék tetejéből áll és a barlang mennyezete azonos a kaverna főtéjével. A barlangról majd egy pontos barlangtérképet kell rajzolni, amely alapján megfigyeléseket lehet végezni és amely a későbbi kutatás irányát is meghatározhatja. 1985-ben a csoport eltávolította a barlangbejáratból a laza kőtömböket és aránylag kényelmes helyet készített a későbbi bontáshoz, valamint a barlang felméréséhez. A bejárat megtisztításával tette meg a csoport az első lépéseket azért, hogy bizonyíthassák az összefüggését a Macska-barlanggal.
Az 1987-es csoportjelentés alapján az 1987. évi kutatótáborukkor és máskor is felkeresték a körülbelül 25–30 méter hosszú kuszodát és a csoport nagy mennyiségű szemetet távolított el innen, valamint elkezdte felmérését. A Papp Ferenc Barlangkutató Csoport tagjai 1988-ban felmérték az általuk Borz-alom barlangnak nevezett, kis barlangot és egy alaprajzi barlangtérképet, metszeteket és a Macska-barlanggal közös metszetet szerkesztettek és rajzoltak. A felmérést Dolánszky György vezette és részt vett benne a csoport majdnem összes fiatal tagja. Balázs Béla és Kárpát József 1990-ben felmérték a Dinó-rejteket, majd a felmérés alapján elkészült a barlang alaprajz térképe.
A Kárpát József által 1991-ben írt összeállításban meg van említve, hogy a Dinó-rejtek (Csobánka) 60 m hosszú és 4 m mély. Az 1991-ben kiadott, A Pilis és a Visegrádi-hegység című útikalauzban az van írva, hogy 1972-ben tárták fel a Macska-barlang közelében a Vörös Meteor barlangkutatói a kb. 40 m hosszú üregét. A Budapesti Denevérvédelmi Csoport 1992-től kezdte vizsgálni denevérállományát. 1992 óta lett megfigyelve a barlangban a nagyfülű denevér és a nyugati piszedenevér. 1993-ban találtak benne először kis patkósdenevért. A Magyar Karszt- és Barlangkutató Társulat 1996. évi barlangnapi kiadványában meg van ismételve az 1991-ben megjelent útikalauz barlangleírása.

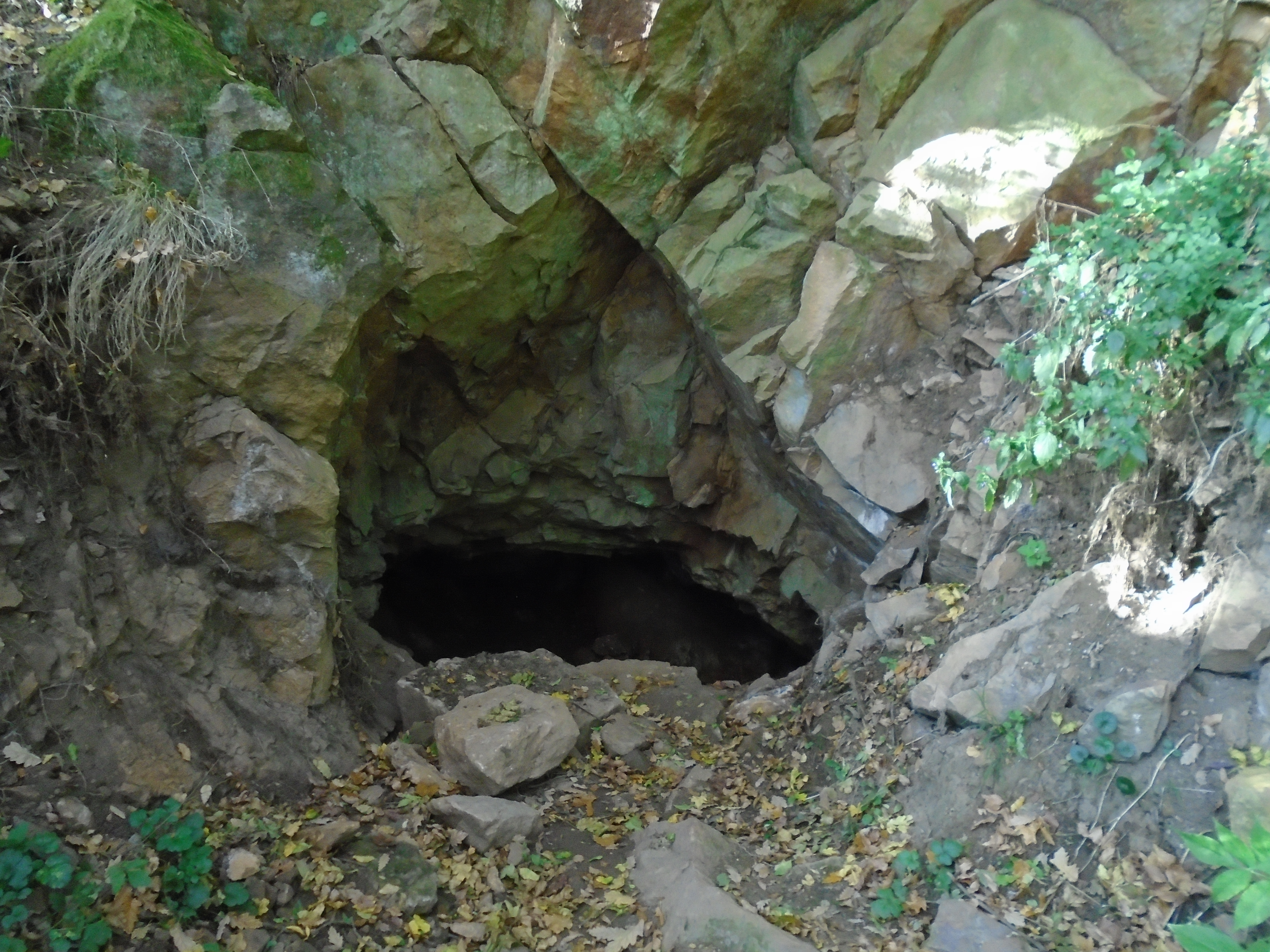
A Dinó-rejtek bejárata

A denevérfaunisztikai vizsgálat eredményéről 1998-ban Csanádi Dávid számolt be a Denevérkutatás című kiadványban. Csanádi Dávid tanulmánya szerint Budapest vonzáskörzetében van a barlang és hétvégente kirándulók százai keresik fel a környékét. A barlangot kevesebben látogatják, mint a Macska-barlangot, mert a meredek emelkedő, amely felett nyílik a barlang és a zsombolyszerű bejárat riasztóan hat a barlangi tapasztalattal nem rendelkező turistára. A barlang rövid, végig kúszva kell bejárni és csak egy-két helyen lehet feltérdelni benne. 1992 óta évente több alkalommal végeztek monitoring jellegű vizsgálatot a barlangnál. Párzóhelyként és téli szállásként használják különböző denevérfajok. Kis egyedszámú kis patkósdenevér kolónia található itt rendszeresen. A barlang denevérállománya állandó és a barlangot egyelőre nem kell fokozottan védeni. A barlang könnyebben lezárható lenne, mint a Macska-barlang, de nem kell lezárni, mert a Dinó-rejteket kevesen látogatják.
1998. május 14-től a környezetvédelmi és területfejlesztési miniszter 13/1998. (V. 6.) KTM rendelete szerint a Duna–Ipoly Nemzeti Park Igazgatóság illetékességi területén, a Pilis hegységben található Dino-rejtek az igazgatóság engedélyével látogatható. A 2000. évi Karsztfejlődésben az olvasható, hogy a Hosszú-hegy délkeleti végén nyíló barlang a késői oligocén–késői miocén idején alakult ki. A dachsteini mészkő és a hárshegyi homokkő réteghatárán történt oldódás a barlangban és baritkristályok váltak ki a barlang homokkőből álló mennyezetén. A Pilis hegység néhány barlangját és édesvízi mészkő előfordulásait bemutató ábrán szerepel a barlang. Az ábra szerint 200 méter és 250 méter közötti tengerszint feletti magasságban, a Macska-barlang felett helyezkedik el a barlang.
2005. szeptember 1-től a környezetvédelmi és vízügyi miniszter 22/2005. (VIII. 31.) KvVM rendelete szerint a Duna–Ipoly Nemzeti Park Igazgatóság működési területén, a Pilis hegységben található Dino-rejtek a felügyelőség engedélyével látogatható. 2014–ben a Szent Özséb Barlangkutató Egyesület tagjai felfigyeltek rá, hogy nyáron nagy huzat érkezik ebből is és Macska-barlangból is, és a huzat forrását a barlangokban is megtalálták. A Macska-barlangra azonban másoknak volt engedélye, ezért csak a Dinó-rejtek maradt számukra. Szpeleopolitikai feszültségek miatt a Szent Özséb BKE kérésére a semleges Finta Gábor kutatásvezető kért kutatási engedélyt, így eleinte az ő neve alatt láttak munkához.
A kutatás a huzatot követve történt, kezdetben a barlang széles, lapos kuszodája közepén lefelé bontva. Azonnal kiderült, hogy a barlang nem egy tágas folyosó feltöltődéseként alakult ki, hanem eleve ilyen keskeny, a homokkő főte alatti széles járat aljzata alatt 1 m-en belül megjelent a szálban álló mészkő, benne a továbbvezető járattal. A kibontott törmelék azonban hamarosan már nem volt elhelyezhető, mert a kuszodában elfogyott a hely, ezért a felszíntől kezdve (a bejárati törmelékdombba utcát vágva) kitágították a járatot, többszáz m³ törmeléket kitermelve. Ez a munka egy éven át tartott, szinte minden hétvégén, végül 2015 őszén (Mindenszentek ünnepén) bejutottak a Mindenszentek-terembe. A szabad járat kezdetét, ahol egy szűk és veszélyes omladék-átbújás maradt, a halottak napjára utalva "Holtak-kapuja" névvel illették. Egy héttel később túljutottak a mélyponton, és elérték az Ikrás-aknát (majd hamarosan az ún. Rakottkrumpli-ágat is), ezzel feltárult a barlang 30 m mélységig, és hossza megnégyszereződött, azonban térfogata sok nagyságrenddel nőtt meg. Egy kuszodából egy állva járható, és különleges képződményekben gazdag barlang lett. (Az egyesület szerint ez tette indokolttá az új névadást is.)
2017-ben a barlang kutatása sikerrel folytatódott, több lépcsőben feltárult a számos videóval és cikkel is dokumentált mélyebb szint, egészen 65 m mélységig, ennek a szakasznak a legtágasabb része a képződményekben különösen gazdag Négyéves-terem, de az új rész inkább a szűk hasadékokról híres. A barlang 2017-ben elérte a jelenlegi méreteit. Kutatása napjainkban is folyik, az egyik mélyponton, a Feneketlen-hasadékban a ledobott kő 10 másodpercig pattog - itt egy mérőszalagra kötött súlyt 23 m mélységig sikerült leengedni. 2021. május 10-től az agrárminiszter 17/2021. (IV. 9.) AM rendelete szerint a Dinó-rejtek (Pilis hegység, Duna–Ipoly Nemzeti Park Igazgatóság működési területe) az igazgatóság engedélyével látogatható. A 13/1998. (V. 6.) KTM rendelet egyidejűleg hatályát veszti.

## Kiépítése
A barlang új részeinek veszélyessége és sérülékenysége miatt az Ikrás-akna felfedezése után (2015-ben) a Holtak Kapuját a felfedezők alaposan beomlasztották, itt lényegében visszaállt a kutatás előtti állapot. A terv már ekkor is az volt, hogy ezt egy alapos, szakszerű, példamutató kiépítés fogja követni.
2016-ban a Duna–Ipoly Nemzeti Park Igazgatóság megbízást adott a felfedező Szent Özséb barlangkutató Egyesület részére a barlang ajtóval való lezárására. A barlang előtti, törmelékbe vágott, 3–4 m mély "utcát" az Igazgatóság félig betemettette, hogy az ne legyen életveszélyes. (Az Egyesület szerette volna az "utcát" inkább felfalazni és beboltozni, és az ajtót kijjebb elhelyezni, hogy a barlang előtere is védetté váljon, de ezt az Igazgatóság nem engedte.)
A lezárás elkészítése mellett az Egyesület - a barlangra kiváncsi kollegák és szimpatizánsok nagyszámú csapatával kiegészülve - önszorgalomból kényelmesen tágra kibontotta a Holtak-kapuját, és felszínre termelte onnan az összes törmeléket, majd itt helyben talált kövekből rakott, kevés betonnal összefogatott "természetes jellegű" támfallal megszüntette az omlásveszélyt, és az Ikrás-aknába tüzihorganyzott létrát szerelt, hogy a képződmények ne taposódjanak le a kötélen való közlekedés során.
Ez tette lehetővé a további, hatékony feltáró kutatást, és így a 2017-es felfedezéseket.

## A Kiss Péter-barlang név
Kiss Péter 2004-ben - akkor még csak teljesítménytúrázóként - csatlakozott az akkor még igen friss Szent Özséb Barlangkutató Egyesülethez, és éveken keresztül annak legaktívabb tagjai közé számított, számos felfedezésben vett részt, eleinte főleg a Pilisben. Innen indult ki barlangász majd abból a hegymászó pályafutása, amely 2013-ban a Kanchendzöngán tragikus véget ért. A Szent Özséb Barlangkutató Egyesület már akkor elhatározta, hogy egy barlangot fog róla elnevezni, azonban az ezt követő első komolyabb felfedezésükre 2015-ig kellett várni. A "Kiss Péter-barlang" név ellen azonban a barlang bejárati kuszodáját 1972-ben felfedező egykori csoport (vagy legalábbis egy tagja) tiltakozott, ezért az illetékes szervek a barlang átnevezését nem támogatták, tehát hivatalosan Dinó-rejtek maradt, de a Szent Özséb Barlangkutató Egyesület mindenütt Kiss Péter-barlangként hivatkozik rá.